# Christianisme au Timor oriental

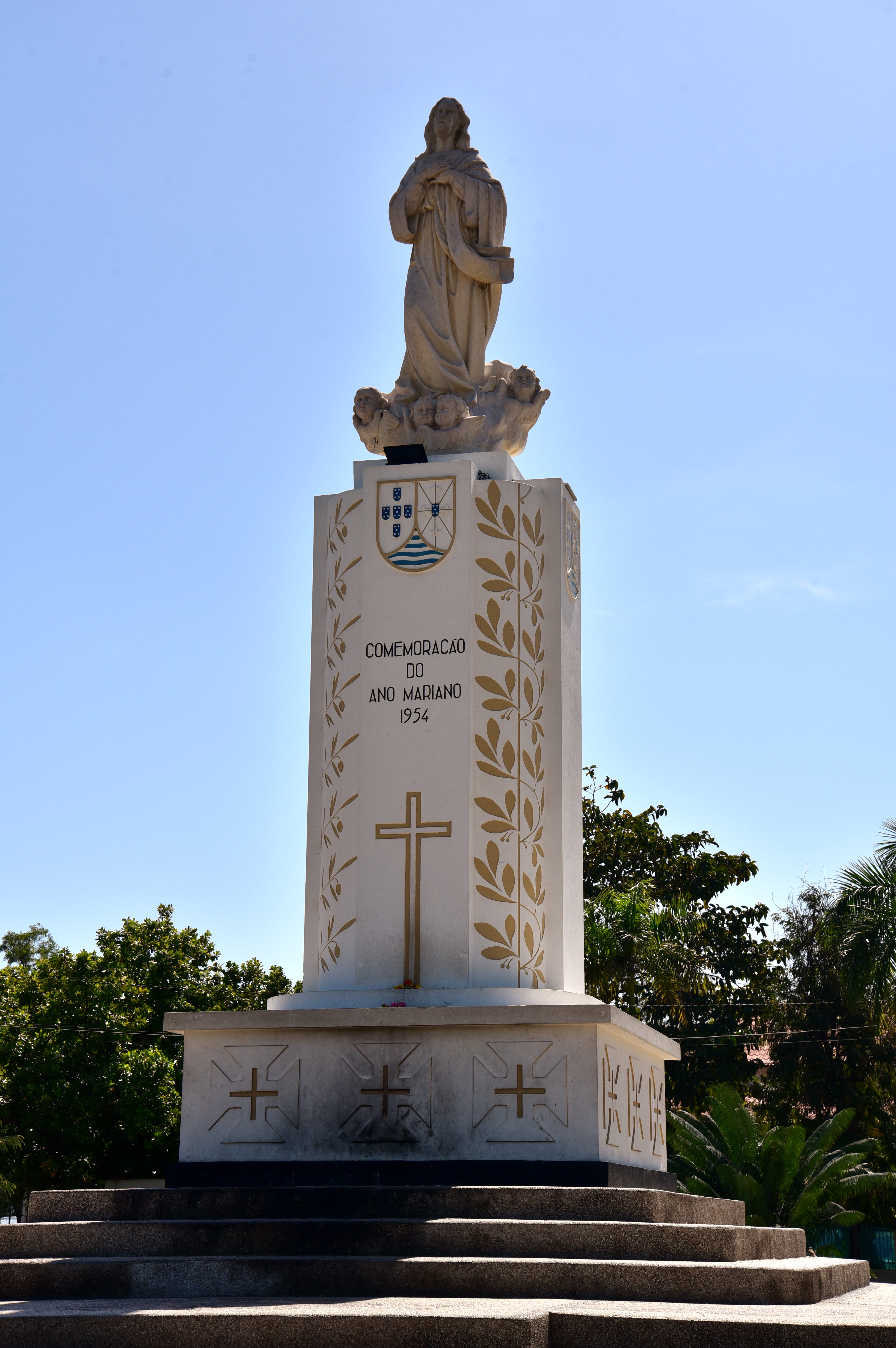
Colonne Sainte Marie à Dili.

Le Timor oriental est peuplé très majoritairement de catholiques romains, et l'Église catholique est l'institution religieuse dominante. Il existe aussi une minorité protestante de 30 000 personnes.
Le pays comporte une province ecclésiastique composé de l'archidiocèse de Dili et de ses deux diocèses suffragants, Baucau et Maliana.

## Histoire
La présence du catholicisme au Timor oriental remonte à l'installation des Portugais sur l'île, à partir du XVIe siècle. En 1556, une mission dominicaine s'installe sur l'île. Elle s'emploie à protéger les locaux de la brutalité des colons portugais et des attaques des Hollandais. Au XVIIe siècle, la partie occidentale de l'île est colonisée par les Hollandais. L'île se développe lentement grâce au développement de la culture du café mais le Timor reste un comptoir négligé jusqu'à la fin du XIXe siècle.
Malgré plusieurs siècles de domination portugaise, l’implantation du catholicisme a été très lente sur l’île, et les religions traditionnelles sont restées très présentes. En 1940, seuls 8 % des habitants de la colonie portugaise étaient catholiques, et en 1975, lors de la déclaration d'indépendance du Timor oriental, ils n’étaient que 20 %. Lors de l'invasion indonésienne, de 1975 à 1999, l'église catholique se positionne pour la résistance civile à l'occupation indonésienne. De nombreux prêtres et religieuses ont perdu la vie pendant le conflit, et la religion majoritaire faisait l’objet d’une répression. L'évêque Carlos Filipe Ximenes Belo devient un des principaux défenseurs de la cause des droits de l'homme auprès de la communauté internationale, et reçoit le prix Nobel de la paix en 1996 pour son action. En 1989, le pape Jean-Paul II effectue une visite officielle au Timor oriental, mais évite de remettre publiquement en cause l'occupation indonésienne du territoire pendant son séjour.
Le prestige de l'église catholique est sorti renforcé par sa résistance à l'occupation indonésienne, et, selon les données de la Banque mondiale, en 2005, 98 % des Timorais se déclarent catholiques.

### Abus sexuels
L'Américain Richard Daschbach (de) est renvoyé de l’état clérical en 2018, après avoir avoué des viols sur des fillettes de l’orphelinat de Topu Honis à Oecusse. En décembre 2021, il est le premier prêtre condamné au Timor oriental pour pédocriminalité
En 2002, sont révélées les premières accusations de pédophilie à l'encontre de l'évêque salésien Carlos Filipe Ximenes Belo, administrateur apostolique de Dili capitale du Timor oriental et prix Nobel de la paix en 1996. Jean-Paul II accepte sa démission, officiellement à la suite de problèmes de santé. En 2022, il est accusé dans une enquête de l’hebdomadaire néerlandais De Groene Amsterdammer de violences sexuelles sur des garçons mineurs pendant une vingtaine d’années; il est sanctionné par le Vatican depuis septembre 2020. ces sanctions sont acceptées par Ximenes Belo,.

## Source
- (en) Cet article est partiellement ou en totalité issu de l’article de Wikipédia en anglais intitulé « Roman Catholicism in East Timor » (voir la liste des auteurs).